# Khalil Jones
Pour les articles homonymes, voir Jones.
Khalil Jones (né le 10 décembre 1985 à Miami) est un joueur américain de football américain.

## Carrière
Étudiant à l'université de Miami pendant trois saisons, Jones s'inscrit pour le draft de 2009 de la NFL mais il n'est retenu par aucune équipe. Il signe avec les Falcons d'Atlanta peu de temps après le draft et intègre l'équipe d'entrainement.